# Itihad Riadhi Madinet Bordj Bou Arreridj
Maillots
Dernière mise à jour : 4 septembre 2024.
L'Itihad Riadhi Madinet Bordj Bou Arréridj (en arabe : الإتحاد الرياضي لمدينة برج بوعريريج), plus couramment abrégé en IRM Bordj Bou Arréridj ou plus simplement en IRMBBA, est un club algérien de football fondé en 2003 et basé à Bordj Bou Arreridj.

## Histoire
10 ans après la fondation du club, l'USF Bordj Bou Arreridj a réussi à accéder en championnat d'Algérie de 3e division à partir de 2013. 
Pour la saison 2016/2017, l'USF Bordj Bou Arreridj se voit contraint de déclarer forfait général, à la suite de problèmes administratifs et de la démission du président du club, du non-paiement des créances de l'équipe vis-à-vis de la Ligue Nationale du Football Amateur, ce qui engendre l'exclusion de toute compétition pour la saison en cours.
Le club se voit reléguée au plus bas niveau dans la hiérarchie du football algérien (Division pré-honneur de la ligue de football de la wilaya de Bordj Bou Arreridj - D6), décision confirmée par le bureau fédéral de la Fédération Algérienne de Football.

## Parcours

### Classement en championnat par année
- 2003-04 : D?, ?e
- 2004-05 : D?, ?e
- 2005-06 : D?, ?e
- 2006-07 : D?, ?e
- 2007-08 : D?, ?e
- 2008-09 : D?, ?e
- 2009-10 : D4, R1 Batna, ?e
- 2010-11 : D4, inter-régions Centre-Est, 13e
- 2011-12 : D4, inter-régions Centre-Est, 2e
- 2012-13 : D4, inter-régions Centre-Est, ?e
- 2013-14 : D3, DNA Est, 6e
- 2014-15 : D3, DNA Centre, 6e
- 2015-16 : D3, DNA Centre, 5e
- 2016-17 : D3, DNA Centre, FG
- 2017-18 : D6, DH Bordj Bou Arréridj, ?e
- 2018-19 : D6, DH Bordj Bou Arréridj, ?e
- 2019-20 : D6, DH Bordj Bou Arréridj, ?e
- 2020-21 : D6, Saison Blanche
- 2021-22 : D6, DH Bordj Bou Arréridj, 1re
- 2022-23 : D5, R2 Batna groupe, ?e
- 2023-24 : D5, R2 Batna groupe, ?e
- 2024-25 : D5, R2 Batna groupe, ?e

### Parcours du USFBBA en coupe d'Algérie
| Saison  | Tour                | Matchs              | Résultats           |
| ------- | ------------------- | ------------------- | ------------------- |
| 2003-04 | ?                   | ?                   | ?                   |
| 2004-05 | ?                   | ?                   | ?                   |
| 2005-06 | ?                   | ?                   | ?                   |
| 2006-07 | ?                   | ?                   | ?                   |
| 2007-08 | 1/64 finale         | MSP Batna           | 1-0                 |
| 2008-09 | ?                   | ?                   | ?                   |
| 2009-10 | ?                   | ?                   | ?                   |
| 2010-11 | 1/32 finale         | USM Ain Beida       | 2-1                 |
| 2011-12 | ?                   | ?                   | ?                   |
| 2012-13 | ?                   | ?                   | ?                   |
| 2013-14 | ?                   | ?                   | ?                   |
| 2014-15 | 1/64 finale         | A Bou Saada         | 2-0                 |
| 2015-16 | 1/64 finale         | ES Bouakeul         | 1-0                 |
| 2016-17 | ?                   | ?                   | ?                   |
| 2017-22 | Non Participer (DH) | Non Participer (DH) | Non Participer (DH) |
| 2022-23 | ?                   | ?                   | ?                   |

## Palmarès
| Compétitions de jeunes                            |
| ------------------------------------------------- |
| - Coupe d'Algérie Junior : - Finaliste : 2014-15. |

## Ancien Joueurs
- Merouane Kial

## Identité du club

### Logo et couleurs
Lors de la fondation de l'USF Bordj Bou Arreridj en 2003, ses couleurs était le jaune et le noir comme l'autre club phare de la ville, le Chabab Ahly Bordj Bou Arreridj.
Après cela, et dans le but de créer sa propre identité, l'USFBBA a decidé de changer ces couleurs vers le Rouge et le Jaune qui constituent l'uniforme actuel de l'équipe.

Ancien logo.
Ancien logo.
Logo actuel.